# Gättsak (752789-156732)
Gättsak, enligt tidigare ortografi Kätsak, är en sjö i Gällivare kommun i Lappland och ingår i Luleälvens huvudavrinningsområde. Sjön har en area på 14,4 kvadratkilometer och ligger 576 meter över havet. Sjön avvattnas av vattendraget Sievgokjåhkå som mynnar i Sievgokjávrre. Nedströms Sievgokjávrre ligger Ubmas som avvattnas av Ubmasjåhkå.

## Delavrinningsområde
Gättsak ingår i det delavrinningsområde (753049-156717) som SMHI kallar för Utloppet av Kätsak. Medelhöjden är 778 meter över havet och ytan är 78,95 kvadratkilometer. Räknas de 2 avrinningsområdena uppströms in blir den ackumulerade arean 131,48 kvadratkilometer. Sievgokjåhkå som avvattnar avrinningsområdet har biflödesordning 4, vilket innebär att vattnet flödar genom totalt 4 vattendrag (Littákjåhkå, Ubmasjåhkå, Stora Luleälven, Luleälven) innan det når havet efter 394 kilometer. Avrinningsområdet består mestadels av kalfjäll (74 procent). Avrinningsområdet har 14,68 kvadratkilometer vattenytor vilket ger det en sjöprocent på 18,6 procent.